# Баскаков, Владимир Юрьевич
Баскаков, Владимир Юрьевич (родился 29 мая 1954 года, Москва, СССР)— российский психолог, создатель метода танатотерапии, специалист в области телесно-ориентированной психотерапии и исследования феномена смерти.

## Биография

### Образование
В 1981 году окончил факультет психологии МГУ имени М. В. Ломоносова.

### Профессиональный путь
Служил в рядах Краснознаменного Северного флота (1972—1975 годы).
Работал в различных научных учреждениях, включая Проблемную лабораторию МГИМО МИД СССР, НИИ преподавания русского языка в национальной школе (ПРЯНШ) Академии педагогических наук СССР, а также возглавлял Психологическую службу Главного управления кадров Министерства морского флота СССР.
В 1990-е годы был директором программ Всесоюзного центра наук о человеке при Президиуме АН СССР («Институт человека») и руководителем программы «Культура тела» Центра психологии и психотерапии ЦЭНДИСИ при АН СССР.
В 1991—2001 годах занимал должность генерального директора научно-практического объединения «Психотехника».
С 2001 по 2013 год был президентом Автономной некоммерческой организации «Институт танатотерапии».
С 2021 года заведует кафедрой телесных психотехник Академии социальных технологий (АСТ).

## Основные достижения

### Танатотерапия
Владимир Баскаков является создателем метода танатотерапии (авт. св-во № 5467 от 20 марта 2002 г. РАО), который направлен на работу с глубинными эмоциями, связанными со страхом смерти, и помогает человеку справиться с посттравматическими состояниями, депрессией, тревожностью и другими психологическими проблемами. Метод основан на телесно-ориентированном подходе, который предполагает использование телесных техник для освобождения скрытых эмоций и восстановления внутренней гармонии.

### Научная и практическая деятельность
Баскаков активно пишет книги, статьи, организует и выступает на международных конференциях. Его работы посвящены:
- Теоретическим основам танатотерапии
- Практическому применению метода в работе с различными категориями пациентов (например, военнослужащими, пережившими травмы, или людьми, столкнувшимися с утратами).
- Исследованию культурных аспектов отношения к смерти.

### Образовательная деятельность
Он разработал программы обучения танатотерапии для специалистов и преподает на различных уровнях образования. Например, с 2021 года он работает в Академии социальных технологий (АСТ), где возглавляет кафедру телесных психотехник.
Является организатором учебных программ популярных зарубежных направлений телесно-ориентированной психотерапии. Под его эгидой проводились обучающие курсы:
- Биоэнергетика Лоуэна — Росслин Лангдон (Великобритания) и Эрик Вестфаль (Германия).
- Телесная педагогика М. Фельденкрайза — Симонетта Миллози (Бельгия)
- Биосинтез Дэвида Боаделлы — большая обучающая программа со звездным составом тренеров (А. Веховский, С. Вайзе, Г. Буххольц, Лили Анагнастопулу и многие другие)
- Спиральдинамика — Андрея Бубос (Германия), Кристиан Ларсен (Швейцария)

### Статьи и материалы конференций
Баскаков, В. Ю. (1993). Телесно-ориентированная психотерапия и психотехника: обобщение и сравнительный анализ существующих подходов. Сб. «Телесность человека: междисциплинарные исследования». М.: 58–65.
Баскаков, В. Ю. (1995). Танатотерапия. Психотехнический подход. Фигуры Танатоса. Философский альманах. Пятый спец. выпуск. СПб.
Баскаков, В. Ю. (1998). Русское тело (к постановке проблемы телесно-ориентированного анализа национального характера). Психологическая консультация (1): 13–20.
Баскаков, В. Ю. (2000). Минимальные по силе и амплитуде воздействия. Телесно-ориентированная психотерапия. Хрестоматия. СПб.: 264–276.
Баскаков, В. Ю. (2001). Танатотерапия: искусство жизни и смерти. Свободное тело/ Хрестоматия по телесно-ориентированной психотерапии и психотехнике. М.: Институт Общегуманитарных Исследований: 108–125.
Баскаков, В. Ю. (2001). Танатотерапия посттравматического стресса. Актуальные проблемы психофизиологической коррекции функционального состояния военнослужащих. Mатериалы всеармейской научно-практической конференции (25—26 октября 2001 г.). СПб.: ООО «ФАРМиндекс». pp. 372–373.
Баскаков, В. Ю. (2002). И. М. Минеев (сост.) (ed.). Танатотерапия. Энциклопедия традиционной народной медицины: Направления. Методики. Практики. М.: ООО «Издательство АСТ»: «Сопричастность»: 537–539.
Баскаков, В. Ю. (19—21 июня 2003). Обжигающий лед холодной зоны молчания. Материалы Международной научно-практической конференции «Семантика молчания». Рига, Латвия. {{cite conference}}: Проверьте значение даты: |date= (справка)
Баскаков, В. Ю. (2004). Танатотерапия. Бюллетень Ассоциации телесно-ориентированных психотерапевтов (5). Москва: 12–22.
Баскаков, В. Ю. (2004). Танатотерапия. Бюллетень Ассоциации телесно-ориентированных психотерапевтов (6). Москва: 18–32.
Баскаков, В. Ю. (20—21 октября 2004). Терапия Танатоса. Междисциплинарные проблемы психологии телесности. Материалы научно-практической конференции. Москва. pp. 392–409. {{cite conference}}: Проверьте значение даты: |date= (справка)
Баскаков, В. Ю. (2004). Терапия Танатоса. Российская телесно-ориентированная психотерапия в лицах. М.: 7–23.
Баскаков, В. Ю. (10—13 февраля 2005). Танатотерапия. Материалы Ежегодной Всероссийской научно-практической конференции психологов-практиков. Москва. pp. 35–37. {{cite conference}}: Проверьте значение даты: |date= (справка)
Баскаков, В. Ю. (2005). В. П. Зинченко, Т. С. Леви (ред-сост.) (ed.). Терапия танатоса. Психология телесности между душой и телом. М.: АСТ МОСКВА: 486–506.
Баскаков, В. Ю. (2006). Терапия танатоса. Российская телесно-ориентированная психотерапия в лицах. Москва: Институт общегуманитарных исследований: 9–23.
Баскаков, В. Ю. (2010). Д. А. Леонтьев (ред.) (ed.). Тело: между жизнью и смертью. Четвертая научно-практическая конференция по экзистенциальной психологии: материалы сообщений. М.: Смысл: 147.
Баскаков, В. (2011-10-27). Танатотерапия умирающих. 5 Международная конференция по паллиативной помощи. Минск.
Баскаков, В. Ю. (2012). Танатотерапия: территория восстановления и саморегуляции. In С. С. Алексанин, Ю. С. Шойгу (ред.) (ed.). Международный семинар по проблемам психологического сопровождения пострадавших в результате катастрофы на Чернобыльской АЭС и других чрезвычайных ситуаций. СПб.: Политехника-сервис. p. 81.
Баскаков, В. (2014). Всему приходит конец. Psychologies (100): 124.
Баскаков, В. (2020). Танатотерапия. Журнал ОФРИС. Кавказская ассоциация телесно-ориентированной психотерапии (2): 227–251.
Баскаков, В. (2021). Терапия Танатоса. Грани телесности (первый). М.: Институт консультирования и системных решений: 25–43.
Баскаков В. Ю., Фролов В. А. (2006). Психотерапия, ориентированная на тело, и терапия танатоса как один из ее вариантов (или с чего начать мануальному терапевту изучать психологию телесности). Мануальная терапия (1(21)): 70–79.

### Монографии
Баскаков, В. Ю. Танатотерапия: теоретические основы и практическое применение. — М. : Институт Общегуманитарных Исследований, 2007. — P. 176.

### Книги
Танатотерапия // 10+1 методов расслабления / Каматтари Дж., Баскаков В. Ю.. — М. : Институт общегуманитарных исследований, 2012. — P. 157.

## Телевизионные передачи
Передача «Memento mori». Встреча В. Баскакова с А. Гордоном. Канал «Психология 21» Стрим-ТВ (2010). Дата обращения: 11 марта 2025.
Культурная революция. Канал «Культура» (5 мая 2011). Дата обращения: 11 марта 2025.
Танатотерапевт: как излечить страх смерти у тех, кто прошел СВО. Правда.ру (2023). Дата обращения: 11 марта 2025.
Философия смерти, танатотерапия и практики правильного сна/Владимир Баскаков/Путь сердца 110. YouTube (2023). Дата обращения: 11 марта 2025.